# Lycoperdon compactum
Lycoperdon compactum är en svampart som beskrevs av G. Cunn. 1926. Lycoperdon compactum ingår i släktet Lycoperdon och familjen Agaricaceae.   Inga underarter finns listade i Catalogue of Life.